# KOHO
22°18′32″N 114°13′19″E / 22.308852°N 114.221973°E

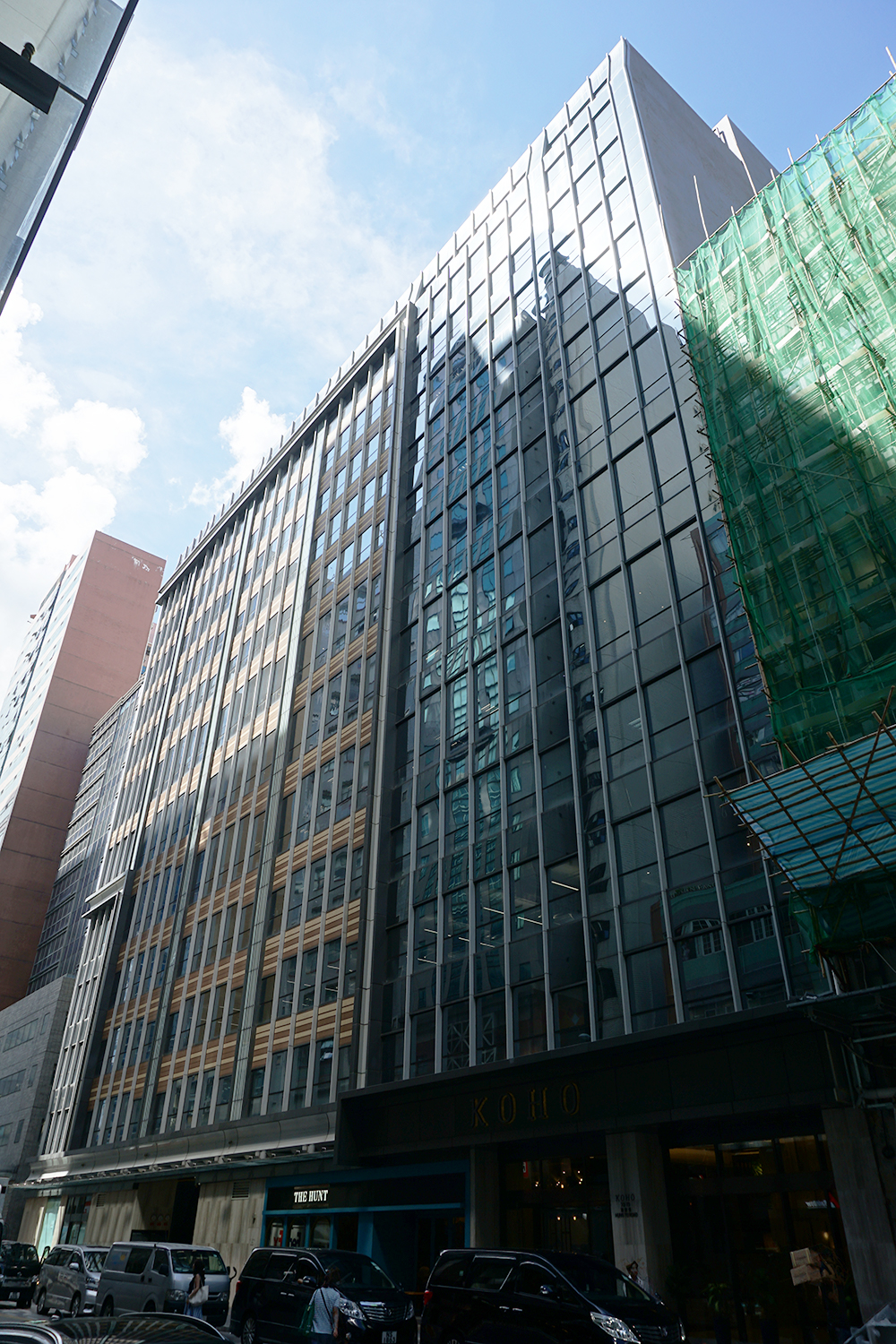
KOHO

KOHO位於香港觀塘鴻圖道73-75號的寫字樓項目，前身為建大工業大廈，樓高13層，1樓至12樓為寫字樓，地下則為停車場及商店，每層樓面面積由16000至24500方呎，於2014年完成翻新。
2013年，鵬里資產於以9.8億港元購入建大工業大廈。鵬里資產購入後活化成寫字樓用途，成為觀塘首幢活化工廈物業。鵬里資產的整項活化工程耗资1.7億港元，並把建大工業大廈易名為KOHO，是Kowloon Head Office的簡稱。2014年10月，新世界發展以約16億港元購入KOHO。 2017年11月，集團旗下的K11與騰訊首度合作，設「眾創空間」，提供辦公室空間及攝影剪輯錄音等專業設備，供多媒體創作人使用。同時公布將5樓改建成有千人觀眾席的電競館。
2023年2月，新世界發展出售KOHO。